# 横浜開運水族館フォーチュンアクアリウム
横浜開運水族館 フォーチュンアクアリウム（よこはまかいうんすいぞくかん フォーチュンアクアリウム）は、「開運魚からフォーチュン（福）をもらえる水族館」をコンセプトにした、国内唯一の「占い」をテーマにした水族館。
横浜中華街の中華街大通りに面した商業施設「チャイナスクエア」3Fに2022年3月26日にオープンした。なお、同じ場所にかつて存在していた「よしもとおもしろ水族館」「ヨコハマおもしろ水族館」とは全く別の水族館である。

## 展示
開運魚（かいうんぎょ）
魚の色やカタチや動きに好奇心や想像力をかきたてられ、「一歩踏み出す勇気が出る」「生きるヒントになる」「癒される」などさまざまなパワーをもらえることを“開運”とし、そのような魚たちに“開運魚”と愛称をつけている。開運魚には、一部、魚類でない水生生物が含まれている。
開運うおみくじ
入場時にひく、オリジナルのおみくじ。今日のラッキーフィッシュが記されており、それをもとに館内を巡る仕掛けになっている。監修は老舗占い館「鳳占やかた」。
展示ゾーン
「ご縁運」「金運」「色福運（いろふくうん）」「健康運」「珊瑚運」「恋愛運」といった運勢にまつわるテーマでゾーン分けされている。

## 付帯施設
- フォーチュンショップ：オリジナル商品や水族館をテーマにしたグッズの販売
- 占いとさかなのミニ図書館：占いやさかな、暦などにまつわる書籍が配架されており、自由に利用できる
- ベビールーム・授乳室：利用者は無料で利用が可能
- 館内にカフェはないが、ペットボトル飲料の販売がある。また、館内は飲食物の持ち込みが可能。

## 利用案内
- 休館日：なし（施設点検などの臨時休業を除く）
- 営業時間：平日 10時 - 17時／土日祝 10時 - 18時（最終入場：閉館時間の30分前）
- 入場料金
  - 大人：1,400円
  - 中高生：1,000円
  - 子ども：600円
  - 小学生未満：無料
  - 障がい者手帳提示者と同伴者1名は半額
- アクセス
  - 電車
    - 東急東横線・みなとみらい線元町・中華街駅2番出口より徒歩4分
    - JR京浜東北線・根岸線石川町駅中華街口より徒歩5分